# Tullio Terni
Tullio Terni (Livorno, 21 gennaio 1888 – Firenze, 25 aprile 1946) è stato un medico, anatomista e scienziato italiano.

## Biografia
Si laureò in medicina all'Università di Firenze.
Ancora studente, frequentò l'istituto di anatomia dell'ateneo fiorentino, diretto da Giulio Chiarugi, dove iniziò la sua attività di ricercatore, conoscendovi Giuseppe Levi, di cui diventò allievo, collaboratore ed amico.
Nel 1910 seguì Giuseppe Levi, come aiuto, all'università di Sassari; in seguito, nel 1915, lo seguì all'università di Palermo e, infine, nel 1919, all'università di Torino.
Nel 1916 aveva lasciato temporaneamente il mondo universitario per prestare servizio in zona di guerra sul Carso come capitano medico e venne insignito della croce di guerra al merito.
Nel 1924, vinto il concorso, divenne professore di istologia nell'Università di Padova.
Nel 1932 gli venne offerto di succedere a Giulio Chiarugi nella cattedra di Anatomia Umana dell'Università di Firenze, ma Terni, ormai integrato nell'ambiente accademico patavino, rifiutò.
Nel 1933 fu chiamato a succedere a Dante Bertelli nella cattedra di Anatomia Umana assumendo così anche la direzione dell'Istituto Anatomico dell'Università di Padova.
Creò a Padova, in pochi anni, un centro di ricerca biomedica di rilievo internazionale, che ebbe cospicui finanziamenti dalla Fondazione Rockefeller e nel quale si formarono numerosi studiosi che nel dopoguerra insegnarono in varie università italiane.
È stato autore di ricerche sperimentali in embriologia, citologia, genetica, neuroanatomia, neurobiologia, rigenerazione tissutale, anatomia comparata e teratologia.
Identificò nel 1923 la colonna (o nucleo) di Terni (column of Terni o Terni column nella letteratura scientifica internazionale), costituita da un gruppo di neuroni pregangliari del midollo spinale.
Dal 1929 è stato membro del CNR.
Fu socio dell'Accademia Nazionale dei Lincei dal 1932 e di numerose altre accademie e società scientifiche.

### Fascismo e leggi razziali
Nel 1922 aveva aderito al fascismo.
Nel 1938 fu allontanato dall'insegnamento universitario ed espulso dalle accademie scientifiche di cui era membro (Accademia Nazionale dei Lincei; Istituto veneto di scienze, lettere ed arti; Accademia galileiana di scienze, lettere ed arti; Società italiana di neurologia di Bologna; Accademia di medicina di Torino; Unione zoologica italiana di Napoli) in seguito alla promulgazione delle leggi razziali fasciste, perché di origine ebraica.
Il 16 ottobre venne allontanato dall'insegnamento universitario, ma Carlo Anti, rettore dell'ateneo di Padova, in via del tutto eccezionale, riuscì ad ottenere che potesse continuare a frequentare l'istituto di anatomia fino ai primi mesi del 1940, per poter completare le importanti ricerche che aveva in corso.
Il 25 dicembre 1941 Tullio Terni si stabilì con la famiglia a Firenze e, in seguito, si nascose nella campagna toscana per sfuggire alla persecuzione nazi-fascista.

### Dopoguerra
Nel 1945, dopo la liberazione, venne riammesso nella ricostituita Accademia dei Lincei, ma venne nuovamente epurato il 4 gennaio 1946 dalla commissione incaricata della ricostruzione dell'Accademia dei Lincei, di cui faceva parte anche Giuseppe Levi: fu uno dei 36 epurati (insieme ad altri due scienziati ebrei, i fisiologi Mario Camis e Carlo Foà).
La decisione venne motivata con la sua adesione al fascismo e con il sostegno dato al regime.
Terni, già provato dalla persecuzione subita negli anni precedenti e malato per una grave forma di depressione, si suicidò con una capsula di cianuro il 25 aprile 1946, primo anniversario della liberazione.
Dopo la sua morte fu commemorato all'università di Padova, nel 1947, ma manca una lapide che lo ricordi, insieme a quelle dedicate al suo predecessore Dante Bertelli e al suo successore Luigi Bucciante, nell'istituto di anatomia dove teneva le sue lezioni. 
Nel secondo dopoguerra Tullio Terni fu presto dimenticato. Per via dell'amicizia e dei rapporti professionali con Giuseppe Levi, la sua figura appare di frequente tra le pagine di Lessico famigliare di Natalia Ginzburg, figlia di Levi.
Solo nel 2004, grazie a Rita Levi-Montalcini, l'Accademia dei Lincei gli ha dedicato un convegno.